# Евсеев, Дарианн Васильевич
Дарианн Васильевич Евсеев (23 августа 1931, Ленинград, СССР — 18 декабря 2014, Санкт-Петербург, Российская Федерация) — советский и российский библиотековед.

## Биография
Родился в Ленинграде в 1931 году. Отец Дарианна Евсеева рано ушёл из жизни, и мальчика растила его мать – Масленникова Анна Фёдоровна (1906–1956). Когда началась война, жил в эвакуации в Кировской области. В 1945 году вернулся в Ленинград, учился в средней мужской школе №5. Окончив школу, поступил в Ленинградский горный институт. Однако из-за болезни ему пришлось уйти из института, закончив два курса. С октября 1955 года по октябрь 1962 года он работал помощником библиотекаря, библиотекарем и старшим библиотекарем  в Библиотеке Академии наук в обменно-резервном фонде Отдела комплектования.
В 1955 году поступил на вечернее отделение Ленинградского библиотечного института имени Н. К. Крупской, который окончил в 1960 году. Работал в БАН, затем в различных библиотеках Ленинграда вплоть до 1967 года. С 1967 по 2007 год работал в ГПБ и занимал там различные должности. По словам Д. В. Евсеева, его переход в ГПБ был связан с желанием сочетать основную работу с работой над кандидатской диссертацией. Заведуя группой текущего отечественного комплектования в Отделе комплектования ГПБ, Д. В. Евсеев принимал активное участие в исследовательской деятельности проблемной комиссии «Состояние и перспективы развития книжных фондов массовых библиотек». 
Эта комиссия была создана на базе ГПБ в 1967 году при Министерстве культуры РСФСР. Кроме сотрудников ГПБ в комиссии работали специалисты из ГБЛ, ГПИБ, ГРЮБ, МГИК и ЛГИК.  В задачи комиссии входило изучение теоретических и практических вопросов, связанных с фондами городских, районных и сельских библиотек  РФ, их формированием и использованием. В истории фондоведения  это исследование  было самым крупномасштабным. 
В 1979–1991 годах Д. В. Евсеев возглавлял сектор комплектования массовых библиотек, сменив на этом посту А. П. Селигерского. Благодаря усилиям  Д. В. Евсеева сектор стал расширять свою научную деятельность и в итоге был переименован в сектор формирования и использования библиотечных фондов. Позднее сектор стал специализированным подразделением по проблемам библиотечного фондоведения.

По мнению специалистов, 
Основной вклад Д. В. Евсеева в теорию библиотечного фондоведения состоит в том, что он указал на главный предмет библиотечного фондоведения: выявление и изучение закономерностей формирования фондов, что и обеспечивает подлинно научный характер управления фондами и эффективное решение частных вопросов.
Отмечается, что Д. В. Евсеев оказал значительное влияние «на разработку теории и методики библиотечного фондоведения, опубликовал более 50 научных работ, с 1980 по 1989 годы выступил автором, составителем и научным редактором более 10 сборников по самым актуальным вопросам библиотечного фондоведения».

## Научные работы
Основные научные работы посвящены проблемам комплектования, организации и хранения библиотечных фондов. Автор свыше 50 научных работ.
- Групповая обработка технической литературы. — Л., 1967. — 23 с.
- Читатели и их запросы на техническую литературу в государственных массовых библиотеках // Техническая книга в массовых библиотеках. — Л., 1978.